# Jean Coulin (Goldschmied)
Jean Coulin (* 14. Mai 1733 in Genf; † nicht bekannt) war ein Genfer Goldschmied.

## Leben
Über sein Leben und Wirken ist sehr wenig bekannt. Es ist jedoch sicher, dass er in seiner Geburtsstadt tätig war und am 13. Mai 1752 seinen Meistertitel erhielt. 
Seine beiden Brüder Vincent und Jean Jacques waren ebenfalls als Goldschmiede in Genf tätig.